# Ljetnikovac Garagnin u Divuljama
Ljetnikovac Garagnin je bivši ljetnikovac u Divuljama.

## Opis
U prvoj polovici 19. stoljeća trogirska plemićka obitelj Garagnin započinje gradnju ljetnikovca klasicističkih obilježja na predjelu Divulje, a u sklopu svog gospodarskog imanja. Mletački arhitekt Selva je izradio više tlocrtnih rješenja ljetnikovca međutim, izgrađen je samo središnji ulazni dio. Godine 1976. na mjestu izgrađenog dijela ljetnikovca sagrađeno je vojno uzletište JNA dok su ostaci ljetnikovca dislocirani oko 50 m od izvornog mjesta gradnje. Radi se o polukružnom trijemu građenom u klasicističkoj maniri koji po svom obliku predstavlja pravu rijetkost u Dalmaciji. Recentno su na sjevernoj strani trijema dodane suvremene nadogradnje.

## Vanjske poveznice
- GARANJINOV LJETNIKOVAC U DIVULJAMA (hrcak.srce.hr)
- The projects of Giannantonio Selva for the Garagnin family in Divulje